# 溫加蘭火山
溫加蘭火山是印度尼西亞的火山，位於爪哇島中部三寶瓏以南，行政方面由中爪哇省負責管轄，海拔高度2,050米，南麓有兩個活躍的火山噴氣孔，沒有火山爆發的記錄。